# Nano
nano — консольный текстовый редактор для UNIX и Unix-подобных операционных систем, основанный на библиотеке curses и распространяемый под лицензией GNU GPL. Это свободный клон текстового редактора Pico, входившего в состав e-mail клиента Pine. nano был создан, чтобы повторить функциональность и удобство интерфейса Pico, но без глубокой интеграции в почтовый клиент, присущей пакету Pine/Pico.

## История
Впервые он появился в 1999 году под именем TIP (TIP isn’t Pico). Его создателем стал Крис Аллегретта (Chris Allegretta), целью которого было желание создать свободное программное обеспечение для замены Pico. Своё нынешнее имя «nano» получил 10 января 2000 года в связи с конфликтом первоначального названия с названием другого Unix-приложения. Настоящее имя пришло из префикса международной системы единиц СИ, где «нано» означает 1000-кратное превосходство над «пико». В то же время nano является бэкронимом «nano’s another editor» (nano — ещё один редактор), который используется так же часто. В феврале 2001 года nano официально стал частью проекта GNU.
Позднее nano включил в себя несколько возможностей, отсутствующих в Pico: включая подсветку синтаксиса, регулярные выражения при поиске и замене, плавную прокрутку, многоуровневый буфер, переназначаемые клавиши, и (экспериментальную) отмену и возврат изменений.
11 августа 2003 года Крис Аллегретта официально передал поддержку нестабильной ветки nano в руки Дэвиду Лоуренсу Рамси (David Lawrence Ramsey). 20 декабря 2007 года Рамси ушёл в отставку с поста мейнтейнера nano.

## Управляющие сочетания
Вместо того, чтобы стать «мыше-ориентированным» редактором, nano, как и Pico, управляется сочетаниями клавиш. Например, Ctrl+O сохраняет текущий документ; Ctrl+W позволяет обратиться к меню поиска. nano отображает меню доступных сочетаний клавиш в нижней части экрана, располагая их в 2 ряда. Для получения полного списка доступных сочетаний клавиш следует нажать Ctrl+G.
В отличие от Pico, nano использует сочетания с Meta-клавишами. Например, Meta+S включает/выключает плавный скроллинг. Практически все возможности, которые могут быть установлены с помощью параметров командной строки, могут быть динамически изменены в программе.
Nano также может использовать указывающие устройства (такие как мышь), чтобы активировать функции на панели ярлыков, или же для установки позиции курсора.